# 방해말고 꺼져!: 게임과 여성
《방해말고 꺼져!: 게임과 여성》(GTFO: Get the F&#% Out)은 미국에서 제작된 섀넌 선-히긴슨 감독의 2015년 다큐멘터리 영화이다. 2015년 3월 14일 사우스바이사우스웨스트에서 초연되었다.